# Stalag 339

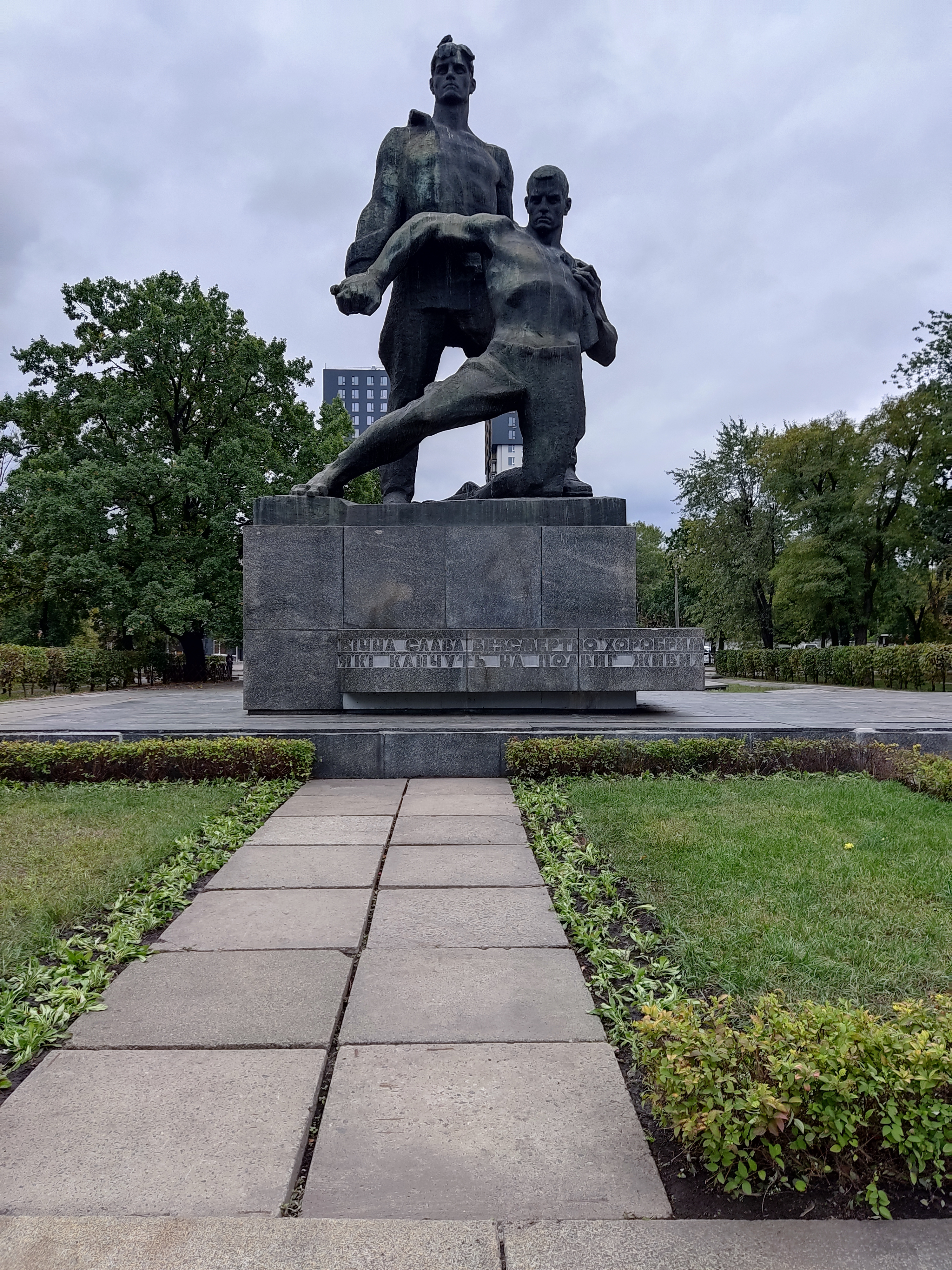
Denkmal für die Häftlinge Lagers in Darnyzja

Das Stalag 339 war ein Kriegsgefangenenlager für Mannschaften zunächst in Kiew–Darnyzja (Kriegsgefangenenlager Kiew-Ost) von 1941 bis 1943. Dort war es eines der größten Mannschaftslager der Wehrmacht in der Ukraine während des Zweiten Weltkriegs. Danach wurde es nach Berdytschiw, Triest (in die Risiera di San Sabba) sowie Mantua verlegt und zuletzt in Dulag 339 umbenannt.

## Geschichte
Das Mannschaftsstammlager wurde am 10. April 1941 im Wehrkreis IX gegründet. Von Oktober 1941 bis März 1943 bestand es in Darniza unter der Bezeichnung Kriegsgefangenenlager Kiew-Ost. Es wurde 1941 in  Darnyzja zur Unterbringung Zehntausender Kriegsgefangener und Zivilisten erbaut und unterstand dem Kommandeur der Kriegsgefangenenlager beim Wehrmachtsbefehlshaber Ukraine ab September 43 der Heeresgruppe B und ab November 43 der Heeresgruppe C. Das Lager wurde ursprünglich von den Nazis als Filterlager konzipiert, in dem 30.000 bis 35.000 Anwohner und Kriegsgefangene festgehalten wurden, später wuchs die Zahl an. Die Besatzer sortierten die Häftlinge nach Nationalität und politischen Gegnern – Juden wurden sofort erschossen. Insgesamt durchliefen es bis zu 300.000 Menschen.
Im Juni 1943 wurde das Lager nach Berdytschiw verlegt und am 28. September 1943 die endgültige Auflösung verfügt. Insgesamt sind in Darnyzja nach den Angaben der Außerordentlichen Staatlichen Kommission der Sowjetunion mindestens 65.000 Menschen, darunter mindestens 1.657 sowjetische Kriegsgefangene, gestorben. 1968 wurde eine Gedenkstätte eröffnet.

### Organisation

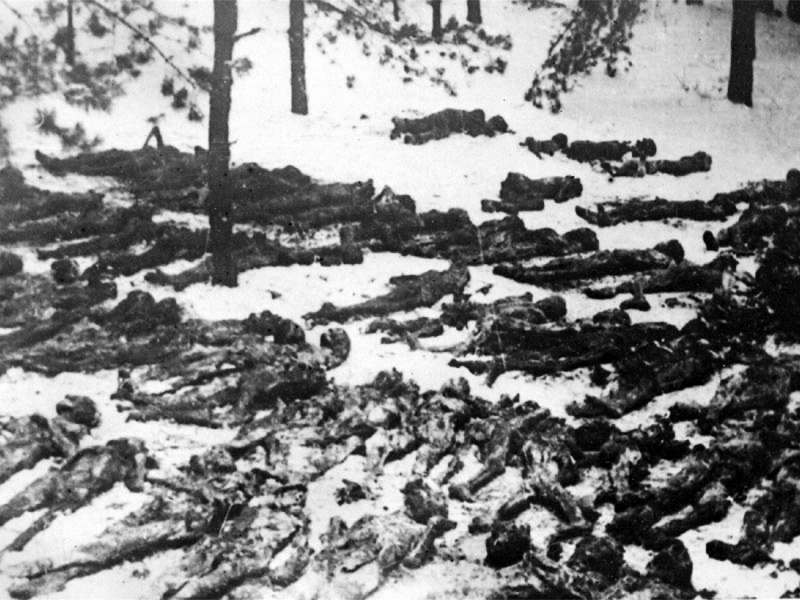
Exhumierte Opfer in Darnyzja, 1943

Das Lager nahm eine Fläche von 1,5 Quadratkilometern ein und war von einem Stacheldrahtzaun in 4 bis 5 Reihen mit einer Höhe von 4 Metern umgeben. Durch denselben Zaun wurde es in separate Sektoren und Abteilungen unterteilt. An den Ecken standen Wachtürme mit Maschinengewehren. Die Sicherheit erfolgte durch speziell ausgewählte und geschulte Wachen mit Hunden.
Die Lagerordnung wurde auf Grundlage der Materialien und Weisungen der Wehrmachtsführung erstellt. Das Regime war ein gut entwickeltes System zur Reduzierung der Bevölkerung der besetzten Gebiete durch Vernichtung.
In vier Lagerhäusern waren die Häftlinge mit Betten in 3 bis 4 Etagen ausgestattet, wobei die meisten Häftlinge auf dem Boden schliefen. Die Nazis sahen keine Möglichkeit zur Einhaltung der Hygiene vor, das Lagergelände war im Winter ohne Heizung, was zum Auftreten von Magenerkrankungen mit den Folgen eines Massensterbens führte.
In einem kleinen Raum der ehemaligen Fabrik befand sich eine sogenannte Krankenstation, in der verwundete und kranke Gefangene untergebracht waren. Alle sich in dieser Krankenstation befindlichen Personen überlebten das Lager nicht.
Die Häftlinge erhielten ein bis zweimal täglich Rübenschnitzel und 150 bis 200 Gramm Brot pro Person. Zunächst schliefen sie im Freien und aßen 10 bis 15 Tage lang nichts. Bei der geringsten Beleidigung oder dem geringsten Ausdruck von Unzufriedenheit wurden Gefangene auf der Stelle erschossen. Menschen, die Ungehorsam zeigten, wurden mit Knüppeln und Peitschen geschlagen oder es wurden Hunde auf sie gehetzt. Diejenigen, die überlebten, wurden zu harter, sinnloser Arbeit gezwungen – wie beispielsweise dem Ausheben von Gräben, die nicht genutzt wurden.